# Žaga (Bovec)
Žaga (Duits: Saag am Weißenbach) is een plaats in Slovenië en maakt deel uit van de gemeente Bovec in de NUTS-3-regio Goriška. De plaats telde 312 inwoners op 1 januari 2020.
In de omgeving ligt de waterval Boka.